# Locomotiva Siemens ES 64 U4
Le locomotive elettriche Siemens serie ES 64 U4 (Taurus III) sono state commissionate da varie compagnie ferroviarie. Sono macchine multiuso basate sulla tecnologia Siemens EuroSprinter tipo familiare. Dal 2006 le locomotive vengono utilizzate nel traffico transfrontaliero. ÖBB attualmente possiede 50 locomotive, di cui una ha stabilito il record mondiale di velocità per locomotive elettriche convenzionali (357 km/h).

## Tecnica
La locomotiva entrò in servizio il 31 marzo 2005 presso lo stabilimento Siemens di Monaco-Allach. La locomotiva possiede in gran parte le parti elettriche ed elettroniche del modello ES 64 F4 e mantiene l'estetica della ES 64 U2. Tuttavia sono presenti queste differenze:
- Il corpo macchina è più lungo di almeno 300 mm
- Quattro porte convenzionali invece di due + uscite di emergenza.
- Le strutture di copertura e il rivestimento sono sostanzialmente più ampie
- È stata abbassata la copertura della sezione centrale per soddisfare le misure della sagoma di ricoprimento UIC 505
- Il terzo faro è ora sopra al vetro anteriore
- illuminazione a LED
- Il ben noto suono con la scala dorica all'avviamento è stato eliminato.

Per risparmiare peso, il trasformatore principale è stato alleggerito di 2,5 tonnellate. Pertanto, la potenza massima della locomotiva è leggermente inferiore a quella della serie precedente.

## ÖBB Rh.1216 Taurus III

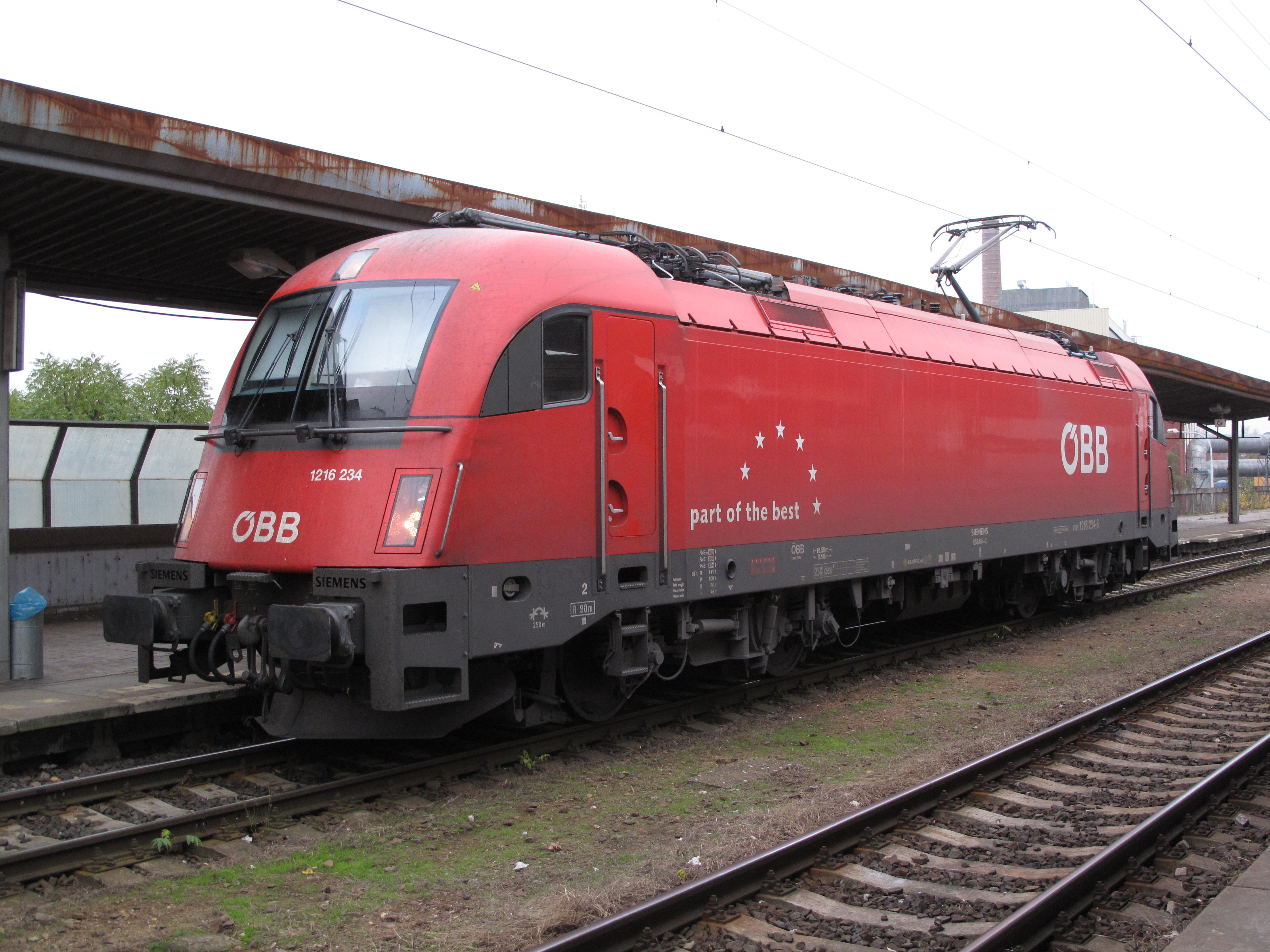
Rh.1216.034 ÖBB presso la stazione ferroviaria di Holešovice, un distretto a nord di Praga

Nel mese di ottobre 2003, la ÖBB ha trasformato l'ordine delle ultime 68 locomotive ES 64 U2 in 50 locomotive ES 64 U4, poi classificate 1216. Il 31 marzo 2005, le prime tre locomotive sono state consegnate alla ÖBB.
Le prime locomotive erano state ordinate in tre pacchetti internazionali:
- 1216 001-025 come opzione A per l'Austria, la Germania, l'Italia e la Slovenia.
- 1216 141-150 come variante B per l'Austria, la Germania e la Slovenia.
- 1216 226-240 come variante C per l'Austria, la Germania, Repubblica Ceca e Slovacchia.

A causa dei ritardi nel percorso di approvazione nella Repubblica Ceca e in Slovacchia le unità 227-231 sono state ricostruite e ridisegnate nell'aprile 2007 e anche ricostruito un 1216 per l'omologazione a 230 km/h di velocità massima.
Le locomotive della serie 1216 vengono utilizzate oltre i confini dell'Austria dal maggio 2010 per il servizio passeggeri tra il nord Italia e Monaco di Baviera a Verona, Bologna e Venezia utilizzando rotabili di DB e ÖBB. Inizialmente la locomotiva fu omologata solo per l'Austria e la Slovenia.
L'approvazione per l'Italia è durata fino al 2010 ed ha richiesto l'installazione del Sistema Controllo Marcia Treno (SCMT). I sistemi progettati per le locomotive italiane non potevano essere utilizzati liberamente; dovevano essere esaminati per ogni locomotiva e dotati di licenza. Le unità 1216,001-04, 020-025 e 032 erano in servizio per Rail Cargo Italia (ex Linea, scritto sul telaio come LI) per il trasporto merci. Le unità 1216, 005-009 e 011-019 erano in servizio per LeNord sulle tratte Monaco-Milano e Vienna-Villach-Venezia. Dal 2016 tutte le ES 64 U4 possono circolare liberamente sulla rete ferroviaria italiana.

## SŽ 541
Le ferrovie slovene (SŽ) hanno ricevuto, tra giugno 2006 e maggio 2007, dieci locomotive della variante B2 e dieci locomotive della variante F mentre altre dodici locomotive della variante B2 sono state ordinate nel gennaio 2007 per un valore di 48 milioni di euro, che vengono utilizzati da maggio 2009 nel traffico regolare. [4]
- 541 001-022 come variante B2 per Austria, Germania, Croazia e Slovenia
- 541 101-110 come variante F per Austria, Germania, Repubblica ceca, Croazia, Ungheria, Italia e Slovacchia

La prima locomotiva della serie 541 è stata completata nella seconda metà del 2005 ed è stata sottoposta, il 28 ottobre 2005, ad una prima breve prova di guida.

## PKP EU44 "Husarz"
Alla fine di giugno 2008, PKP Intercity ha firmato un contratto con Siemens per la fornitura di dieci locomotive Europrinter ES64U4. A seguito del concorso tenutosi a settembre, le locomotive hanno ricevuto il soprannome di Husarz. La designazione data dalle ferrovie polacche alla locomotiva è EU44.
A metà novembre 2008, la prima unità è stata presentata nello stabilimento Siemens di Linz e il 18 dicembre è stata consegnata a Varsavia per i relativi test. Nella notte tra il 28 e il 29 maggio 2009 durante le prove, la locomotiva testata ha battuto il record di velocità di 235 km/h con il treno composto da locomotiva e carri.
Nel maggio 2009, una seconda locomotiva è arrivata in Polonia. Il 20 settembre 2009 un esemplare della locomotiva EU44 "Husarz" è stato presentato durante le Giornate dei trasporti pubblici. Il 12 ottobre la prima locomotiva EU 44 "Husarz" ha compiuto il suo viaggio inaugurale luogo sulla tratta Varsavia-Grochów- Kutno, nella quale la locomotiva era alla testa del treno Eurocity Berlino-Varsavia-Express. Dal 14 al 16 ottobre, la locomotiva è stata destinata al treno Intercity Express "Neptun" Varsavia Zachodnia - Gdynia Główna, e l'altra è stata presentata alla fiera Trako di Danzica. Il 28 ottobre la seconda locomotiva ha effettuato il suo viaggio inaugurale. Dopo le prove di accettazione, entro il 29 novembre, entrambe le locomotive sono state destinate all'Eurocity Berlino-Varsavia-Express nella parte polacca del percorso.
Nel maggio 2010, PKP Intercity aveva in carico 5 locomotive EU44 "Husarz". Il 24 maggio una delle locomotive è stato assegnato a servire l'EuroCity Praha nella sezione Varsavia Wschodnia - Bohumín. Il 21 giugno 2010 l'ultima delle dieci locomotive è stata consegnata in Polonia. A metà luglio 2010, le locomotive sono state destinate completamente al servizio dell'Eurocity Berlino-Varsavia-Express e dell'EuroNight Jan Kiepura Varsavia - Amsterdam nella sezione Rzepin-Berlino.
28 maggio 2011 l'EuroSpriner ES64U4 "Husarz" ha ricevuto un certificato di rilascio indefinito per lo sfruttamento in Polonia.
Dal 26 settembre al 1º ottobre 2011 una delle locomotive è stata utilizzata per testare il sistema ETCS alla CMK. L'ultimo giorno di test, una prova si è svolta a una velocità di 200 km/h con i passeggeri a bordo.
Per il periodo del Campionato europeo di calcio 2012, le locomotive erano coperte da decalcomanie che si riferivano ai campionati. Sei hanno ricevuto i colori dei paesi partecipanti a Euro 2012 e quattro nei colori delle città polacche ospitanti polacche. Allo stesso tempo, dieci locomotive EP09 sono state coperte con i colori degli altri 10 paesi partecipanti alla manifestazione.
Dal 5 al 12 novembre 2012, una delle locomotive è stata nuovamente utilizzata per testare il sistema ETCS.
Nell'aprile 2013 le locomotive hanno svolto un test per servire la connessione Berlino-Gdynia-Express, dal momento che nell'orario estivo a partire dal mese di giugno le locomotive EU44 "Husarz" erano destinate a servire la connessione Berlino-Gdynia-Express.
Il 13 agosto 2013, la prima locomotiva EU44 "Husarz" aveva percorso un milione di chilometri.
Nel settembre 2016, la locomotiva EU44-006 è stata utilizzata per trasportare i carri Talgo 250 appartenenti alle ferrovie russe durante i loro test. Nella seconda metà del 2018, alcune locomotive hanno ricevuto colori temporanei bianchi e rossi associati alla celebrazione del 100º anniversario della riconquista dell'indipendenza.

## Italia
In Italia la locomotiva, con la designazione E 190, è in servizio oltre che con Rail Cargo Carrier Italia, anche presso altre imprese ferroviarie private. Nel 2011 quattro locomotive vennero acquisite da InRail e dalla Società Ferrovie Udine-Cividale, imprese ferroviarie italiane che operano in sinergia, condividendo l'impianto di manutenzione di Udine. La presenza della finanziaria Friulia, nella compagine societaria di InRail, consentì l'ordinazione in pool di quattro locomotive Siemens ES 64 U4 "Taurus" di cui due destinate alla Ferrovie Udine Cividale e classificate E 190 301-302, e due alla InRail come E 190 311-312,  battezzate rispettivamente Lia e Tea. Per il ricovero e la manutenzione di tutte le unità viene utilizzato il deposito locomotive di Udine della Società Ferrovie Udine-Cividale.
Successivamente InRail ha ordinato altre due locomotive Siemens ES 64 U2 "Taurus", consegnate il 27 giugno 2013, le E 190 313-314, analoghe alle precedenti ma destinate ad essere noleggiate per circa un biennio alla controllata Fuori Muro, in attesa della consegna a quest'ultima delle due locomotive Siemens Vectron ordinate, e impiegate per servizi Genova-Rivalta Scrivia
Compagnia Ferroviaria Italiana, azienda che opera nel settore del trasporto merci, ha la sua flotta composta da due locomotive Siemens ES 64 U4 di proprietà (E 190 321-322), acquistate nel 2011 con un investimento di circa 8 milioni di Euro e dotate della livrea grigia aziendale e otto locomotive elettriche Siemens ES 64 F4 noleggiate dalla Rolling Stock Company MRCE, le prime quattro delle quali, classificate E 189 406-409, furono utilizzate per l'avvio dei primi servizi.

## Record mondiale
Il 2 settembre 2006, l'unità 1216.050, che era ancora di proprietà di Siemens, ha effettuato sul tratto Norimberga-Ingolstadt tra Kinding e Allersberg il record mondiale di velocità per locomotive convenzionali. Ha raggiunto nel primo tentativo 344 km/h e nel secondo esperimento, 357 km/h e ha superato entrambe le volte il record stabilito nel 1955 di 331 km/h dalla SNCF BB 9004.
La locomotiva con cui è stata condotta la corsa record è costata 3,7 milioni di euro. Secondo Siemens né la distanza né la locomotiva sono state appositamente preparate. Solo la tensione di pilotaggio era, come l'unità di registrazione dell'ICE V, leggermente aumentata e i sistemi di protezione spenti. Inoltre sono state applicate piccole modifiche alla macchina, inclusa la rimozione del tergicristallo, gli spazzaneve e installazione di sistemi di misura al collettore di corrente.